# Zlatna groznica (1925.)
Zlatna groznica (eng. The Gold Rush) je nijemi film  Charlieja Chaplina iz 1925. Uz Chaplina u ulozi Skitnice, u filmu su nastupili i Mack Swain, Tom Murray, Henry Bergman, Malcolm Waite i Georgia Hale.

## Radnja
Skitnica putuje na  Aljasku kako bi sudjelovao u potrazi za zlatom. Nakon što ga je zadesilo nevrijeme, završava u zabačenoj kolibi s tragačem i bjeguncem. Ipak, konačno stiže u gradić pun tragača za zlatom i i odmah se daje u traganje. Nakon što je prihvatio posao nadgledanja kolibe još jednog tragača, zaljubljuje se u usamljenu djevojku iz saloona za koju pogreškom pomisli da se i ona zaljubila u njega. Ubrzo susreće tragača kojeg je upoznao ranije, a koji je zadobio amneziju pa mu Skitnica mora pomoći da pronađe svoju parcelu.
Jedna od najslavnijih scena je ona u kojoj Skitnica, koji umire od gladi, namjerava pojesti vlastitu čizmu; druga prikazuje trošnu kolibu kako se njiše na rubu litice, prije nego što se njezini stanari (uključujući Chaplina) uspijevaju izvući.
Možda i najslavnija scena iz filma je ona u kojoj Skitnica svojim imaginarnim gostima pokazuje ples dvaju komada kruha nabodenih na vilice. Scena je parodirana u seriji Simpsoni i komediji Benny i Joon.

## Produkcija
Lita Grey originalno je izabrana za glavnu žensku ulogu. Chaplin se oženio s Grey sredinom 1924., ali ona je u filmu zamijenjena  Georgiom Hale. Iako postoje fotografije Grey u ovoj ulozi, dokumentarci kao što su Nepoznati Chaplin i Chaplin Today: The Gold Rush ne sadrže filmski materijal s njom u ulozi usamljene djevojke, što indicira da taj materijal nije sačuvan.
Chaplin je pokušao snimiti većinu prizora na lokaciji pokraj Truckeeja, Kalifornija, početkom 1924. Odbacio je većinu materijala, ostavivši samo uvodnu scenu. Film je na kraju snimljen u Chaplinovu studiju u Hollywoodu.
Govoreći o snimanju filma u dokumentarnoj seriji Nepoznati Chaplin, Hale je otkrila kako joj je Chaplin bio idol od djetinjstva te da je posljednja scena originalne verzije, u kojoj je dvoje poljube, reflektirala stanje njihove veze u to vrijeme (Chaplinov brak s Litom Grey propao je tijekom produkcije filma).
Zlatna groznica bila je veliki hit diljem Amerike i svijeta. Bio je to 5. najuspješniji nijemi film svih vremena, koji je zaradio više od 4 milijuna dolara 1926.

### Reizdanje iz 1942.
Chaplin je 1942. novu verziju Zlatne groznice, u kojoj su dodani novi glazbeni broj i naracija koju je sam snimio. Osim toga, skratio je film za nekoliko minuta.

## Kritike
Od objavljivanja 1925., Zlatna groznica je bila predmet hvaljenja od strane kritike. Morduant Hall napisao je u New York Timesu od 17. kolovoza 1925.:
"Evo komedije koja povezuje poeziju, patos, nježnost sa žestinom i neobuzdanošću. To je dragulj u Chaplinovoj filmografiji koji ima više misaonosti i originalnosti nego smiješna remek-djela kao što su Mališan i O desno rame.

## Glumci
- Charlie Chaplin - Usamljeni tragač
- Mack Swain - Big Jim McKay
- Tom Murray - Black Larsen
- Henry Bergman - Black Larsen
- Malcolm Waite - Black Larsen
- Georgia Hale - Georgia

## Vanjske poveznice
- Zlatna groznica u internetskoj bazi filmova IMDb-a
- Najveći filmovi (Zlatna groznica)